# Fontana (Califórnia)
Fontana é uma cidade localizada no estado norte-americano da Califórnia, no Condado de San Bernardino. Foi incorporada em 25 de junho de 1952.

## Geografia
De acordo com o United States Census Bureau, a cidade tem uma área de 109,9 km², onde todos os 109,9 km² estão cobertos por terra.

## Demografia
Segundo o censo nacional de 2010, a sua população é de 196 069 habitantes e sua densidade populacional é de 1 784,18 hab/km². Possui 51 857 residências, que resulta em uma densidade de 471,89 residências/km².

## Galeria de imagens

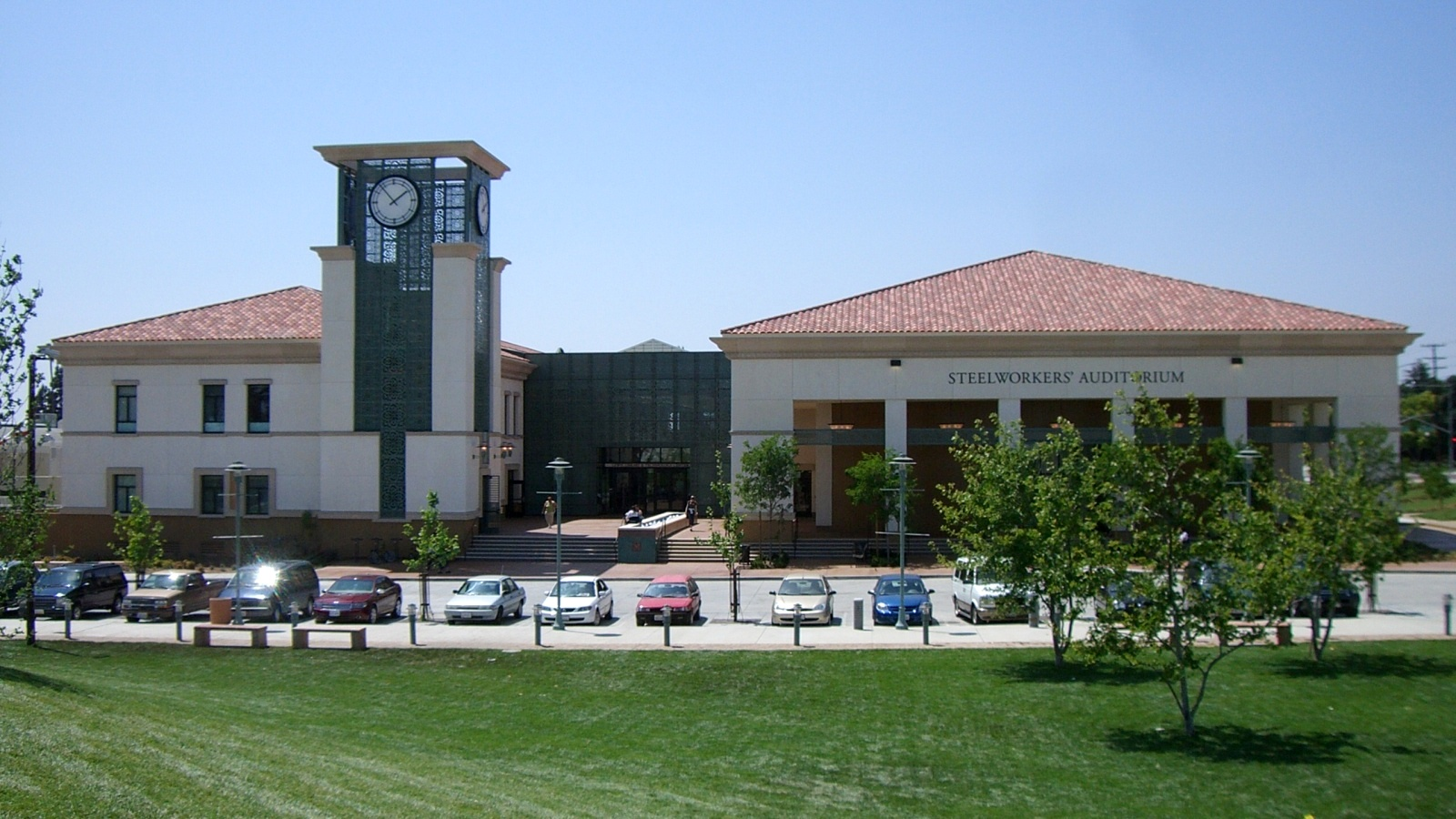
Biblioteca Lewis